# أمنون كوهن (مستشرق)

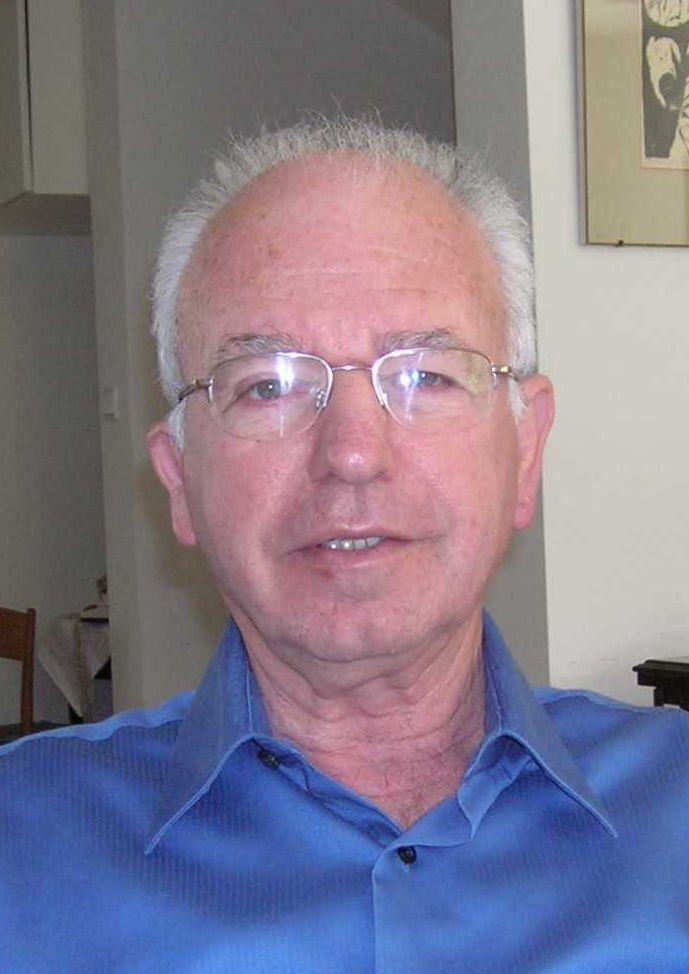
أمنون كوهين، عام 2008

أمنون كوهين (وُلد عام 1936-) هو أستاذ فخري في قسم تاريخ الشرق الأوسط في الجامعة العبرية في القدس، وهو متخصص في دراسة العصر العثماني في فلسطين. حاصل على جائزة إسرائيل لدراسات أرض إسرائيل للعام 2007.

## حياته وأعماله
وُلِدَ أمنون كوهين لأبوين هاجرا إلى فلسطين من بولندا في أوائل الثلاثينيات من القرن العشرين كأعضاء في حركة "هشومير هتسعير". تعرفا في البلاد وتزوجا. كوهين هو أحد ثلاثة أبناء في العائلة. ولد وترعرع في ريشون لتسيون. تعلم في مدرسة حفيف، وهي أول مدرسة عبرية أُقيمت في فلسطين. أكمل دراسته الثانوية في المدرسة البلدية "ألف" في تل أبيب.
تابع أمنون كوهين تعليمه من البكالوريوس وحتى الدكتوراه في الجامعة العبرية. حصل على درجة البكالوريوس في اللغة العربية ودراسات الشرق الأوسط والعلاقات الدولية في إطار مسار أكاديمي خاص. خلال دراسته، كان يدرّس اللغة العربية في مدرسة العلوم السياسية التابعة لمكتب رئيس الوزراء، وكذلك في المدرسة الثانوية العبرية في القدس. في درجتي الماجستير والدكتوراه، تخصص في دراسات الشرق الأوسط، وكان أساتذته للبكالوريوس والدكتوراه هما البروفيسور أوريل هد والبروفيسور غابرييل بار. كتب أطروحة الماجستير عن أحمد باشا الجزار، حاكم عكا، الذي حكم من مقره في عكا على فلسطين وجنوب لبنان في أواخر القرن الثامن عشر، حيث نجح في صد حصار نابليون على عكا. موضوع أطروحة الدكتوراه كان "أرض إسرائيل في القرن الثامن عشر: أنماط الحكم والإدارة"، وقد قدمها عام 1968. من أجل بحثه، سافر واطلع على الأرشيفات في تركيا وفرنسا وبريطانيا.
طُلِبَ منه بعد عام 1968 العودة للخدمة في الجيش الإسرائيلي، وعُيِِّنَ مساعدًا لثلاثة وزراء دفاع: موشيه ديان، شمعون بيرس، وعيزر وايزمن، وكان مستشارًا لحاكم يهودا والسامرة رافائيل فاردي. قام بعدة فترات خدمة في مقر يهودا والسامرة كمستشار للشؤون العربية، وكان مسؤولًا عن العلاقات مع القيادة الفلسطينية في المناطق. شغل هذا المنصب من عام 1974 حتى عام 1977، وأنهى خدمته العسكريّة برتبة عقيد.
كان كوهين رئيسًا لمعهد بن تسفي لدراسة الجاليات اليهودية في الشرق خلال الفترة من 1978 إلى 1981، وأشغل ضمن وظيفته هذه منصب رئيس لجنة تحرير مجلة "فاعليم". كما شغل منصب رئيس معهد دراسة أرض إسرائيل واستيطانها في يد إسحاق بن تسفي في الفترة من 1983 إلى 1988. وهو معهد يدرس تاريخ فلسطين بشكل عام، وتاريخ الاستيطان اليهودي فيها بشكل خاص، مع التركيز على القدس. وفي هذا الإطار، كان المحرر الرئيسي لمجلة "كتدرا" ورئيس دار النشر في معهد يد بن تسفي، التي تصدر حوالي عشرة عناوين سنويًا.
في إطار عمله في الجامعة العبرية، أسس كوهين "معهد شاشا للدراسات الإستراتيجية" الدولية حول قضايا الشرق الأوسط، وترأسه في الفترة من 1990 إلى 1998، وترأسه فيما بعد افرايم هليفي الرئيس التاسع للالموساد. نظّم المعهد ندوات حول قضايا الشرق الأوسط، وتاريخ الشعب اليهودي للمشاركين من خارج البلاد، وخلال الفترة من 1998 إلى 2003، عُيِّنَ كوهين رئيسًا لمعهد ترومان لتعزيز السلام في الجامعة العبرية، وهو معهد بحثي يطلق ويمول ويعزز الأبحاث في مجالات متنوعة حول العالم، وخاصة فيما يتعلق بالشرق الأوسط، وأيضًا الدراسات والأبحاث التي تتعلق بالشرق الأقصى، إفريقيا، وأمريكا اللاتينية. ينظم المعهد ندوات، أنشطة عامة، وحلقات دراسية. وفي إطار معهد ترومان، بادر كوهين إلى أبحاث مشتركة مع باحثين مصريين، فلسطينيين، وأردنيين، وفي عام 2004، تقاعد من الجامعة العبرية كأستاذ فخري.
أمضى كوهين فترات تفرغ أكاديمية كأستاذ زائر في جامعة يورك في تورنتو، كندا، وجامعة برينستون، وكان زميل بحث كبير في جامعة بنسلفانيا، وجامعة أكسفورد، وكلية سانت أنتوني في جامعة أكسفورد، ومعهد الدراسات اليهودية في يارنتون بالمملكة المتحدة، وكلية لينكولن في جامعة أكسفورد.
في نهاية أكتوبر 2013، بمناسبة عيد الاستقلال التسعين لتركيا، منحه نائب رئيس وزراء تركيا العضوية الشرفية في الجمعية التاريخية التركية تقديرًا لأبحاثه عن الإمبراطورية العثمانية، وذلك خلال حفل رسمي حضره خبراء من جميع أنحاء العالم (عديد منهم من دول إسلامية)، وقلّده وسام الشرف رجب طيب أردوغان. كان أمنون كوهين الإسرائيلي الوحيد الذي حصل على هذا اللقب.
أمنون كوهين متزوج من عماليا، ولديه ثلاثة أبناء.

## وصف عام لأبحاثه
تمحورت أبحاث أمنون كوهين بشكل أساسي حول العصر العثماني وتركيا. منذ بداية السبعينيات، ركّز في أبحاثه على دراسة أحوال القدس خلال الحقبة العثمانية. بدأت أبحاثه من خلال رسالة الدكتوراه التي تناول فيها تاريخ فلسطين خلال القرن الثامن عشر، واعتمدت أبحاثه إلى حد كبير على الأرشيفات. وخلال دراسته للدكتوراه، زار فرنسا وإسطنبول. ركزت فترة أبحاثه الأولى على منظور واسع لبحث شمل: الإدارة، والحكم، والاقتصاد، وبعد ذلك، عندما اكتشف أرشيف المحكمة الشرعية في الفترة العثمانية في الحرم القدسي الشريف، انكبَّ على دراسة الحياة اليوميّة في القدس في تلك الحقبة، بما في ذلك الاقتصاد، والنظام القضائي، والأقليات، مع التركيز بشكلٍ خاص على أحوال يهود القدس تحت الحكم العثماني.
في السنوات الأخيرة، مع مواصلة أبحاثه حول تاريخ فلسطين خلال العصر العثماني، تحوَّلَ إلى دراسة التطورات والأحداث في العراق الحديث، وأنشأ لهذا الغرض مجموعة من الباحثين ضمن معهد ترومان في الجامعة العبرية حول هذا الموضوع، شارك فيها باحثون بارزون من جامعات ومؤسسات بحثية أخرى في إسرائيل وخارجها. استمرت المجموعة في نشاطها البحثي حتى بعد تقاعده، حيث دعت باحثين دوليين، وعقدت مؤتمرات عامة دولية، ونُشرت نتائج أبحاثها في كتاب، وكتب كوهين مقالة فيه.

## كتب وأبحاث منشورة
يهود القدس في القرن السادس عشر: من خلال الوثائق العثمانية من المحكمة الشرعية في الحرم الشريف
صدر هذا الكتاب عن دار نشر يد إسحاق بن تسفي عام 1976، ويشمل النصوص الأصليّة باللغة العربية، مصحوبة بالترجمة إلى العبرية لـ 25 وثيقة أصلية من أرشيف المحكمة العثمانية في الحرم الشريف، تتناول شؤون اليهود في القدس في ذلك القرن.
السكان والإيرادات في مدن فلسطين في القرن السادس عشر
كتب أمنون كوهين هذا الكتاب (Population and Revenue in the Towns of Palestine in the Sixteenth Century) بالمشاركة مع البروفيسور برنارد لويس، وصدر عام 1978 عن دار نشر جامعة برينستون. اعتمدا في تأليفه على سجلات الإحصاء السكاني التي أجراها العثمانيون في الولايات المختلفة التي احتلوها. قام كوهين ولويس بدراسة سجلات الإحصاء السكاني في المدن الرئيسية الست في فلسطين: القدس، الخليل، نابلس، غزة، الرملة، وصفد. كانت هذه الإحصااءت تُجرى كل 10 إلى 15 سنة، مما أتاح فهمًا للتركيبة الديموغرافية، حيث كانت توفر صورة ديناميكية للتغيرات السكانية في فلسطين من حيث النمو، أو التراجع السكاني.
الأحزاب السياسية في الضفة الغربية في ظل النظام الأردني، 1949-1967
بعد احتلال الضفة الغربية في حرب الأيام الستة، تُرك أرشيف أجهزة الأمن الأردنية في المناطق التي احتلّتها إسرائيل. تم تشكيل مجموعة بحثية قامت بمراجعة هذه المواد، ثم نُقِلَت نقلها إلى الأرشيف الوطني الإسرائيلي.
يعتمد كتاب أمنون كوهين، الذي صدر عام 1981، على هذه المواد ويتناول الأحزاب السياسية في الضفة الغربية خلال فترة الحكم الأردني. الكتاب مكتوب باللغة العبرية، ولكنَّهُ ترجم فيما بعد إلى الإنجليزية، ونشرته جامعة كورنيل بعنوان Political Parties in the West Bank under the Jordanian Regime, 1949-1967. يعرض الكتاب صورة عن النشاط السياسي المنظم للفلسطينيين في فترة الحكم الأردني، حيث لم تُنشأ أحزاب، بل كانت هناك فصائل سياسية متنوعة. على سبيل المثال، حزب الإخوان المسلمين الذي كان ذا توجهات دينية أصولية، الحزب الشيوعي، والقوميون العرب، والذين تحولوا فيما بعد إلى منظمات معارضة لدولة إسرائيل. تم حظر جميع هذه الأحزاب في منتصف الخمسينيات، بسبب نشاطها السياسي ومظاهراتها، لأن الملكين عبد الله وحسين لم يرغبا في وجود معارضة، واستمر هذا الوضع حتى عام 1967. يقدم الكتاب وصفًا مُفصَّلًا للسيرالشخصية وأعمال قادة هذه الأحزاب، البرنامج السياسي، والرؤية الأيديولوجية لكل حزب.
تاريخ أرض إسرائيل: حكم المماليك والعثمانيين 1260-1804
هذا هو المجلد السابع من سلسلة "تاريخ أرض إسرائيل" بإشراف البروفيسور يعقوب شافيت، وكان كوهين عضواً في لجنتها العلمية. قام كوهين بتحرير هذا المجلد، وكتب فيه فصلًا يتناول تاريخ فلسطين خلال فترة الإمبراطورية العثمانية بين عامي 1516 و1804.
مصر وأرض إسرائيل: ألف عام من العلاقات (868-1948)
صدر هذا الكتاب Egypt and Palestine: A Millennium of Association (868-1948)، الذي حرره كوهين بالتعاوُن مع البروفيسور غابرييل بار، في عام 1984. الكتاب هو نتاج مؤتمر عُقد حول هذا الموضوع بعد اتفاقية السلام بين إسرائيل ومصر. يستعرض الكتاب ألف عام من التاريخ المتبادل في العلاقات بين مصر وأرض إسرائيل. ويتضمن الكتاب مقالاً لكوهين عن الروابط بين يهود القدس والقاهرة.
القدس: دراسات في تاريخ المدينة
هذا الكتاب القدس: دراسات في تاريخ المدينة، الذي حرره أمنون كوهين، هو مجموعة من المقالات التي نُشرت في الأصل في مركز يد إسحاق بن تسفي، ويغطي مراحل مختلفة من تاريخ القدس. صدر الكتاب عام 1990، وتُرجِمَت المقالات التي تضمّنها إلى اللغة العربية، مع إضافة بعض المقالات التي كُتِبَت أصلًا باللغة العربية. تبدأ الأبحاث من الفترة القديمة، وتصل إلى العصر الحديث. من بين الكُتّاب: شلومو دوف جويتين، يهوشواع براور، يهوشواع بن أرييه، إفرايم إليميلخ أورباخ، وديفيد كرويانكر.
الحياة الاقتصادية في القدس العثمانية
صدر كتاب كوهين الحياة الاقتصادية في القدس العثمانية (Economic Life in Ottoman Jerusalem) عام 1989 عن دار نشر جامعة كامبريدج. يركز الكتاب بشكل كبير على صناعة الصابون في القدس، وهي معلومة لم تكن معروفة من قبل (إذ كان من المعروف وجود صناعة صابون في نابلس، ولكن لم يكن معروفًا أنها وُجدت أيضًا في القدس). كان الصابون يُستخدم ليس فقط للاستهلاك المحلي، بل أيضًا للتجارة والتصدير إلى مناطق تشمل مصر واليمن. اعتمد كوهين في بحثه على عدة أرشيفات، من بينها أرشيف غرفة التجارة في مرسيليا. وقد أظهرت الروابط بين فلسطين وأوروبا واقع النشاط الاقتصادي في فلسطين، حيث كان هناك تصدير كبير للقطن من فلسطين (وأيضًا من الأجزاء الشرقية للبحر الأبيض المتوسط، مثل: لبنان ومنطقة إزمير) إلى فرنسا وأوروبا بشكلٍ عامّ خلال القرنين السابع عشر والثامن عشر، وقد استُخدم هذا القطن في صناعة الأقمشة والأشرطة في أوروبا.
اليهود في المحكمة الشرعية – المجتمع، الاقتصاد والتنظيم المجتمعي في القدس العثمانية
كانت المحكمة الشرعية في القدس المحكمة الوحيدة في المدينة، مما أكسبها أهمية كبيرة. وقد حُفظت جميع سجلاتها حتى اليوم بعد أن اكتُشِفَت هذه السّجلّات بمحض الصُّدفة في إحدى خزائن الحرم القدسي، وهي تشملُ ما يزيد عن 400 مجلد مكتوبة باللغة العربية والتركية، توثق 400 عام من الحكم العثماني في القدس، من عام 1517/1516 م إلى عام 1917 م. حصل كوهين على إذن من الأسرة المالكة الأردنية للاطلاع على ملفات المحكمة. حتى الآن، كتب كوهين (بالتعاون مع إليشيفا سيمون-بيكالي، وعوفاديا سلامة، والدكتور إيال جينيو) أربعة مجلدات، عن القرن السادس عشر (1993)، القرن الثامن عشر (1996)، القرن التاسع عشر (2003)، وتناول آخر هذه المجلدات الذي صدر حديثًا (2010) في جزأين، القرن السابع عشر. ويتناول كل واحد من المجلدين قرنًا كاملًا. يحتوي كل مجلد على 4-5 أجزاء، تتناول المحاور التالية: الجالية اليهودية عُمومًا: القيادة، التنظيم، المؤسسات؛ اليهودي والعالم المحيط به؛ الأنشطة الاقتصادية (المهن، الصفقات، الممتلكات، الديون، الأوقاف)؛ الوضع القانوني (المرأة، الأسرة، الأجانب).
تغيّر هذه الكتب تمامًا الفهم البحثي حول المجتمع اليهودي في القدس. فقد كان يُعتقد سابقًا أن القدس ضمت بشكل رئيسي طلاب المعاهد الدينية، ومعلميهم، والمسنين الذين قدموا ليموتوا فيها، والمحتاجين الذين كان الحكم يعاملهم بقسوة. وكانت هذه الصورة تعتمد على رسائل أرسلها الناس من القدس يطلبون المال من أقاربهم والجاليات اليهودية، بالإضافة إلى وصف السياح الذين رأوا الشوارع قذرة وخطرة. وكانت الدراسات السابقة تعتمد على أعمال أبراهام لونس، ويوسف سمبري، وشلومو روزانيس، إلا أنَّ أرشيف المحاكم الشرعية في القدس قد غيّر هذه الصورة بشكلٍ كامل. صحيح أن هناك من جاء ليدفن، وكان من بين يهود القدس بعض المحتاجين، وطلاب المعاهد الدينية، لكنهم كانوا فقط جزءًا صغيرًا من السكّان اليهود. في الواقع، كان المجتمع اليهودي منظَّمًا من الداخل، ونشطًا في حياة مجتمعية متكاملة. عمل اليهود في العديد من المهن، مثل: الخياطة، والحدادة، والجزارة، والطب. ورغم أن المسلمين كانوا يعتبرون اليهود أدنى منزلة منهم، إلا أنهم لم يقوموا بمذابح ضدهم، وأحيانًا أغلقوا لهم كنيسًا، ومع ذلك كان اليهود قادرين على العيش بشكل طبيعي داخل المجتمع المحلي.